# Brias
Brias és un municipi francès situat al departament del Pas de Calais i a la regió dels Alts de França. L'any 2007 tenia 282 habitants.

## Demografia

### Població
El 2007 la població de fet de Brias era de 282 persones. Hi havia 100 famílies de les quals 20 eren unipersonals (8 homes vivint sols i 12 dones vivint soles), 40 parelles sense fills i 40 parelles amb fills.
La població ha evolucionat segons el següent gràfic:
Habitants censats

### Habitatges
El 2007 hi havia 116 habitatges, 101 eren l'habitatge principal de la família, 6 eren segones residències i 9 estaven desocupats. 115 eren cases i 1 era un apartament. Dels 101 habitatges principals, 83 estaven ocupats pels seus propietaris, 15 estaven llogats i ocupats pels llogaters i 3 estaven cedits a títol gratuït; 2 tenien dues cambres, 13 en tenien tres, 24 en tenien quatre i 62 en tenien cinc o més. 93 habitatges disposaven pel capbaix d'una plaça de pàrquing. A 48 habitatges hi havia un automòbil i a 45 n'hi havia dos o més.

### Piràmide de població
La piràmide de població per edats i sexe el 2009 era:
| Homes | Edats   | Dones |
| ----- | ------- | ----- |
| 0     | 95 o +  | 0     |
| 0     | 90 a 94 | 0     |
| 4     | 85 a 89 | 0     |
| 4     | 80 a 84 | 8     |
| 12    | 75 a 79 | 16    |
| 8     | 70 a 74 | 8     |
| 0     | 65 a 69 | 4     |
| 0     | 60 a 64 | 0     |
| 4     | 55 a 59 | 4     |
| 16    | 50 a 54 | 4     |
| 12    | 45 a 49 | 12    |
| 12    | 40 a 44 | 16    |
| 4     | 35 a 39 | 8     |
| 4     | 30 a 34 | 0     |
| 4     | 25 a 29 | 8     |
| 0     | 20 a 24 | 20    |
| 16    | 15 a 19 | 12    |
| 0     | 10 a 14 | 8     |
| 4     | 5 a 9   | 0     |
| 0     | 0 a 4   | 4     |

## Economia
El 2007 la població en edat de treballar era de 177 persones, 121 eren actives i 56 eren inactives. De les 121 persones actives 114 estaven ocupades (62 homes i 52 dones) i 7 estaven aturades (3 homes i 4 dones). De les 56 persones inactives 17 estaven jubilades, 16 estaven estudiant i 23 estaven classificades com a «altres inactius».

### Ingressos
El 2009 a Brias hi havia 103 unitats fiscals que integraven 285 persones, la mediana anual d'ingressos fiscals per persona era de 15.906 €.

### Activitats econòmiques
Dels 2 establiments que hi havia el 2007, 1 era d'una empresa d'hostatgeria i restauració i 1 d'una empresa classificada com a «altres activitats de serveis».
L'any 2000 a Brias hi havia 8 explotacions agrícoles.

## Equipaments sanitaris i escolars
El 2009 hi havia una escola elemental integrada dins d'un grup escolar amb les comunes properes formant una escola dispersa.

## Poblacions més properes
El següent diagrama mostra les poblacions més properes.